# Ben Mitchell
Benjamin „Ben“ Mitchell (* 7. Juli 1980 in Neuseeland) ist ein neuseeländischer Schauspieler.

## Leben und Karriere
Mitchell steht seit 1980 vor der Kamera. Er spielt vor allem in Filmen und Serien aus seiner Heimat Neuseeland mit, aber  bisweilen auch in amerikanischen Serien, die dort gedreht werden. Eine seiner bekanntesten Rollen war die des Ork Narzug, den er in Der Hobbit: Smaugs Einöde verkörperte. Er ist u. a. auch Personal Trainer und setzt sich für den Kampf gegen HIV ein.

## Filmografie (Auswahl)
- 1980: Schatten des Verdachts (Father)
- 1997: Mr. Nice Guy
- 2002: Stingers (Fernsehserie, 1 Episode)
- 2003: Power Rangers: Ninja Storm (Fernsehserie, 1 Episode)
- 2005: Outrageous Fortune (Fernsehserie, 2 Episoden)
- seit 2006: Shortland Street (Seifenoper)
- 2008: Love Has No Language
- 2009: I’m Not Harry Jenson
- 2013: Der Hobbit: Smaugs Einöde (The Hobbit: The Desolation of Smaug)
- 2014: Broken Hallelujah
- 2017: Pork Pie